# Santa Maria Ausiliatrice in via Tuscolana (titre cardinalice)
Le diaconie cardinalice de Santa Maria Ausiliatrice in via Tuscolana est érigée par le pape Paul VI le 7 juin 1967 et rattaché à la basilique Santa Maria Ausiliatrice qui se trouve dans le quartier de Tuscolano à l'est de Rome.

## Titulaires
| - Francesco Carpino titre pro illa vice (1967-1978) - Giuseppe Caprio (1979-1990) - Pio Laghi (1991-2002) - Tarcisio Bertone, titre pro hac vice (2003-2008) - Paolo Sardi (2010-2019) - Ángel Fernández Artime (depuis 2023) |